# Ролан (кинотеатр)
«Рола́н» — московский кинотеатр, располагавшийся на Чистопрудном бульваре.

## История
Был открыт в июле 1999 года в рамках XXI Московского международного кинофестиваля, и в течение последующих семи лет (вплоть до 2006 года) «Ролан» сотрудничал с ММКФ, предоставляя свои залы для картин смотра. Назван в честь Ролана Быкова (один из учредителей — Фонд Ролана Быкова). В начале 2000-х годов «Ролан» был одним из немногих кинотеатров, где на регулярной основе демонстрировались новые российские фильмы. Он являлся официальной площадкой Международного кинофестиваля для детей и юношества и минифеста «Эйфория». Кроме того, «Ролан» участвовал в проведении презентаций художников, а в 2010 году принимал у себя фестиваль арткино «2morrow/Завтра».
Входил в сеть «Пять звёзд» кинокомпании «Парадиз». Кинотеатр спроектировали архитекторы Мелик Карапетян и Ара Мириджанян. В кинотеатре действовали два зала: Большой на 204 места (17 рядов по 12 мест) и Малый на 96 мест (8 рядов по 12 мест). По данным официального сайта, репертуарная политика «Ролана» строится на сочетании мейнстрима и артхаусных фильмов.
В декабре 2019 года кинотеатр прекратил работу.

В 2021 году компания, управлявшая «Роланом» (ООО «Парадиз Ролан») не справилась с ростом цен на аренду и кинотеатр выл выставлен на торги. Как отметили эксперты: 
Качество и состояние кинопрокатного оборудования «Ролана» морально и физически устарели, нужны были существенные инвестиции. Есть основания полагать, что потеря кинотеатра скажется скорее положительно на всей группе «Парадиз», позволяя направлять выручку на более перспективные направления.

## Кинофестиваль «Эйфория»
Сезонные миникинофестивали проходили в кинотеатре «Ролан» весной, осенью и зимой. Куратором программы киносмотров выступал российский кинокритик Андрей Плахов. В рамках этих фестивалей он, как правило, представлял публике самые интересные на его взгляд артхаусные фильмы сезона, многие из которых вскоре выходили в российский прокат.
«Эйфория» возникла из программы Московского кинофестиваля «АиФория», которую Андрей Плахов проводил совместно с издательским домом «Аргументы и факты» («АиФ») в кинотеатре «Ролан» с 2001 по 2003 год (в 2001 году программа имела название «АиФ — Другое кино»). Зимой 2003 года впервые состоялся отдельный минифестиваль «Рождественская АиФория». Своё современное название «Эйфория» киносмотр обрёл в декабре 2005 года после прекращения сотрудничества с «Аргументами и фактами». Сменив имя, фестиваль стал проводиться чаще, не только зимой, но и весной, и осенью, а также за пределами Москвы как отдельная программа в рамках некоторых российских киносмотров.
В октябре 2012 года вместо новинок мирового артхауса Плахов представил зрителям фестиваля специальную тематическую программу «Made in Hong Kong», посвящённую современному кинематографу Гонконга, который, по мнению критика, силён «традициями эмоционального кино».